# Kemal Kılıçdaroğlu
Kemal Kılıçdaroğlu (prononcé [cɛmɑɫ kɯɫɯt͡ʃdɑɾɔ:'ɫu])né le 17 décembre 1948 à Nazımiye (province de Tunceli), est un haut fonctionnaire et homme politique turc.
Issu de la minorité alévie, économiste de formation, il s'engage en politique en rejoignant le Parti de la gauche démocratique (DSP).
Depuis 2002, il est député de la Grande Assemblée nationale de Turquie : d'abord élu à Istanbul, il représente Izmir depuis 2015. Il se présente sans succès aux élections municipales de 2009 à Istanbul.
Après la démission de Deniz Baykal en 2010, il devient président général du Parti républicain du peuple (CHP). Il est ainsi le dirigeant de l'opposition, qu'il tente d'unifier face à l'homme fort du pays, Recep Tayyip Erdoğan.
Candidat de la coalition plurielle Alliance de la nation à l'élection présidentielle de 2023, il est un temps donné favori du scrutin par la plupart des sondages mais est battu au second tour par Erdoğan, recueillant 47,8 % des voix. Il quitte peu après la tête du CHP.

## Situation personnelle

### Origines
Né à Kurkçu, village relié à la ville de Nazımiye dans la région de Tunceli, Kemal Kılıçdaroğlu est le quatrième d'une famille de sept enfants ; il a un jumeau, de deux heures son cadet. Il est le seul de la famille à avoir suivi des études universitaires.
Membre de la branche islamique de l'alévisme du côté paternel, il fait partie de la tribu turkmène Kureyşan.

### Formation
Kemal Kılıçdaroğlu étudie à l'école primaire et au collège dans différentes villes d'Anatolie : Erciş, Tunceli, Genç et Elâzığ. Au lycée, il est ami avec Devlet Bahçeli, devenu ensuite président général du MHP. En 1971, il est diplômé de la faculté de commerce et d'économie de l'université Gazi.
Il est également de la « génération 68 », une période d'affrontements très intenses entre la droite et la gauche en Turquie. Kemal Kılıçdaroğlu déclare qu'il n'a jamais manqué un seul regroupement d'étudiants de gauche, participant au passage à quelques échauffourées.

### Carrière professionnelle
Diplômé, il réussit le concours d'entrée aux ministères des finances publiques turques. Il est envoyé une année en France pour perfectionner ses acquis.
Rentré en Turquie, il exerce le métier d'expert comptable jusqu'en 1983, lorsqu'il est nommé à la tête des ressources économiques du ministère des Finances publiques turques.
En 1991, il devient directeur de l'organisme gérant la sécurité sociale en Turquie, le Bağ-Kur, qui devient le Sosyal Sigortalar Kurumu en 1992. Il prend sa retraite en 1999.
Il donne également des cours à l'université Hacettepe à Ankara et siège au comité d'administration de la banque Türkiye İş Bankası.

### Vie privée et familiale
Kemal Kılıçdaroğlu est marié à Selvi Kılıçdaroğlu, avec qui il a trois enfants : Kerem, Aslı et Zeynep.
Pendant la campagne présidentielle de 2023, il évoque publiquement sa confession alévie, brisant un tabou dans le pays. Les membres de cette minorité religieuse ont été victimes de discriminations et de massacres en Turquie ; Recep Tayyip Erdoğan a lui-même visé cette minorité, accusant ses membres d’être « dominants » parmi les juges et d’inventer « une nouvelle religion ». La vidéo dans laquelle Kılıçdaroğlu fait cette annonce devient virale.
Il parle couramment le français.

## Parcours politique

### Débuts
En janvier 1999, Kemal Kılıçdaroğlu fait valoir son droit à la retraite de son poste de directeur de la sécurité sociale dans le but de se lancer en politique avec la formation de Bülent Ecevit, le Parti démocratique de la gauche (DSP), lors des élections municipales ou législatives qui se tenaient la même année. Cependant, le parti ne remporte aucune municipalité turque.
Kılıçdaroğlu se tourne vers le Parti républicain du peuple lors des élections législatives de 2002. Élu député d'Istanbul, il entre à la Grande assemblée nationale de Turquie, le parlement monocaméral du pays.

### Ascension
Kemal Kılıçdaroğlu est réélu député d'Istanbul à l'issue des élections législatives de 2007. Son deuxième mandat parlementaire va lui permettre de se faire connaître d'une grande partie de l'électorat turc alors que Recep Tayyip Erdoğan est l'homme fort du pays.
À partir de 2008, il dénonce plusieurs affaires de corruption de membres du mouvement au pouvoir, le Parti de la justice et du développement (AKP). Şaban Dişli, député de Sakarya et vice-président de l'AKP, démissionne du parti après avoir été accusé par Kılıçdaroğlu d'avoir empoché un million d'euros dans une affaire de vente de terrain à Silivri. Il a également apporté certains documents dans le procès pour blanchiment d'argent intenté à l'organisation turque de bienfaisance Deniz Feneri basée en Allemagne, et connue pour être proche des milieux conservateurs. Il s'oppose aussi à Dengir Mir Mehmet Fırat, bras droit de Erdoğan et député, qui démissionne après un duel télévisé face à un Kılıçdaroğlu l'accusant de blanchir de l'argent par le biais de sa société de transport.
Aux élections municipales de 2009, Kemal Kılıçdaroğlu se présente pour devenir maire d'Istanbul. C'est au cours de ses déplacements dans la ville pour rencontrer la population qu'il est surnommé « Gandhi Kemal » par un passant[réf. nécessaire]. L'élection est remportée par le maire sortant AKP, Kadir Topbaş.

### Président général du CHP

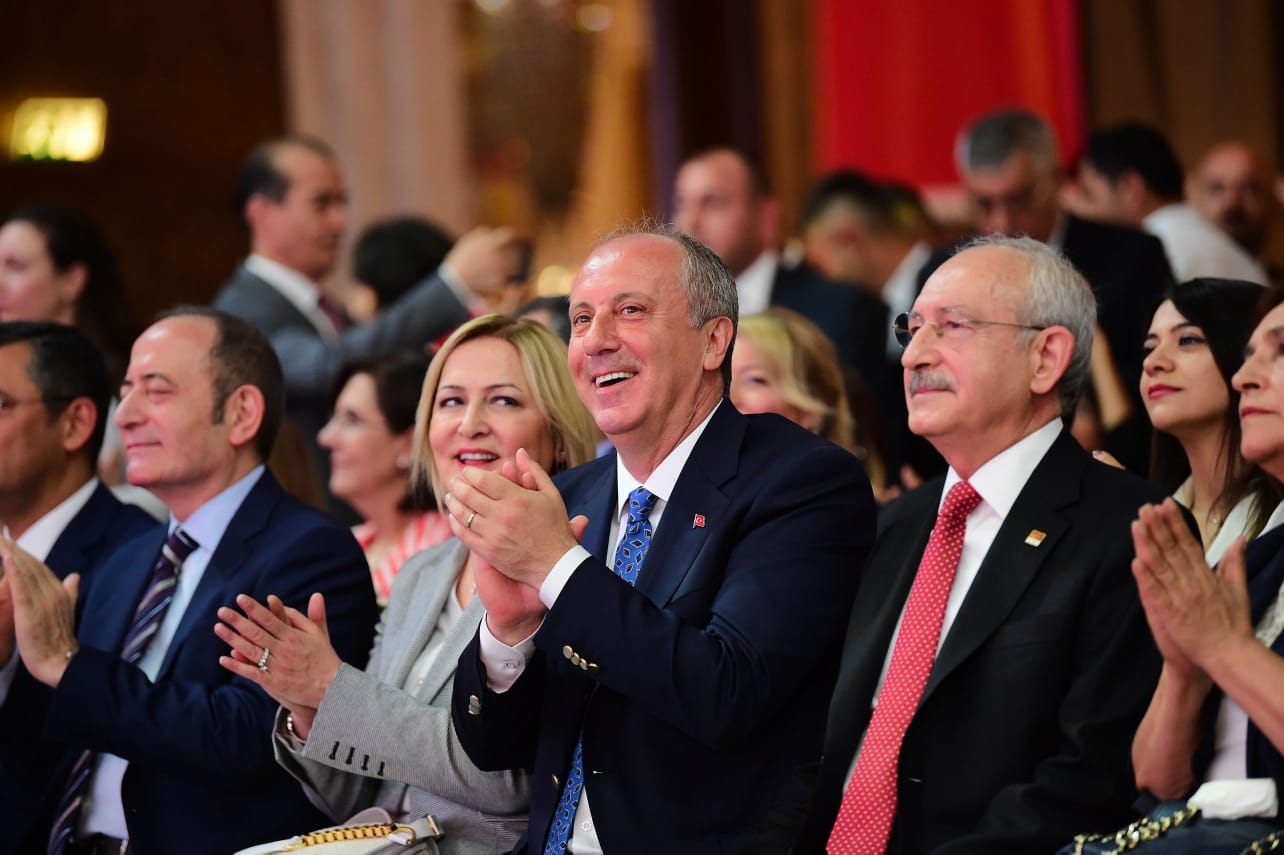
Kemal Kılıçdaroğlu au côté de Muharrem İnce en 2018.

Il est vice-président du groupe CHP à la Grande Assemblée nationale jusqu'en mai 2010, date à laquelle il démissionne pour se présenter à la succession de Deniz Baykal, contraint de quitter la tête nationale du parti après une affaire de relation extra-conjugale. Seul candidat le 23 mai 2010, Kılıçdaroğlu est désigné à l'unanimité des 1 189 délégués,. Les tentatives d'alors d'Erdoğan de stigmatiser les origines alévies de Kılıçdaroğlu privent l'AKP au pouvoir du vote de cette communauté.
Kemal Kılıçdaroğlu est alors le chef de l'opposition au président Erdoğan, dont il critique le régime autocratique et les purges, à la suite notamment de la tentative de coup d'État de 2016 et du référendum constitutionnel de 2017. Il organise en juillet 2017 une marche entre Ankara et Istanbul qui réunit des centaines de milliers de personnes. La même année, il fait l'objet d’une information judiciaire pour « terrorisme » après s’être rendu en Colombie pour assister à un congrès de l’Internationale socialiste, dont son parti est membre et dont il a été vice-président de 2012 à 2014.
Le 21 avril 2019, il échappe à un lynchage par un rassemblement de personnes lors des funérailles d'un soldat turc tué par des combattants kurdes à la frontière avec l'Irak. Cette attaque intervient un an après les paroles du ministre de l'Intérieur Süleyman Soylu, qui demandait que le CHP ne soit plus accepté dans les funérailles militaires à cause de ses supposées complaisances avec le Parti des travailleurs du Kurdistan (PKK). Le président Erdoğan lui-même traite régulièrement ses opposants de « terroristes »,,.
Concernent l’achat de S-400 russes en 2019 par le gouvernement de l’AKP, il déclare dans une interview : « Pourquoi les S-400 ont-ils été achetés ? Qui va nous attaquer ? L'Irak ou l'Iran nous attaqueront-ils ? La Russie nous attaquera-t-elle ? Les armes sont déjà à eux. Allons-nous nous battre avec la Grèce ? », critiquent ainsi l’achat de ce système.
Lors des élections municipales de 2019, la stratégie électorale d'alliance de l'opposition prônée par Kemal Kılıçdaroğlu permet aux adversaires du pouvoir en place de remporter notamment les trois principales villes de Turquie : Istanbul, Ankara et Izmir. La même année, il soutient l'invasion des régions kurdes de Syrie par l'armée turque, empêchant tout débat sur la question à l'intérieur de son parti.

### Élection présidentielle de 2023

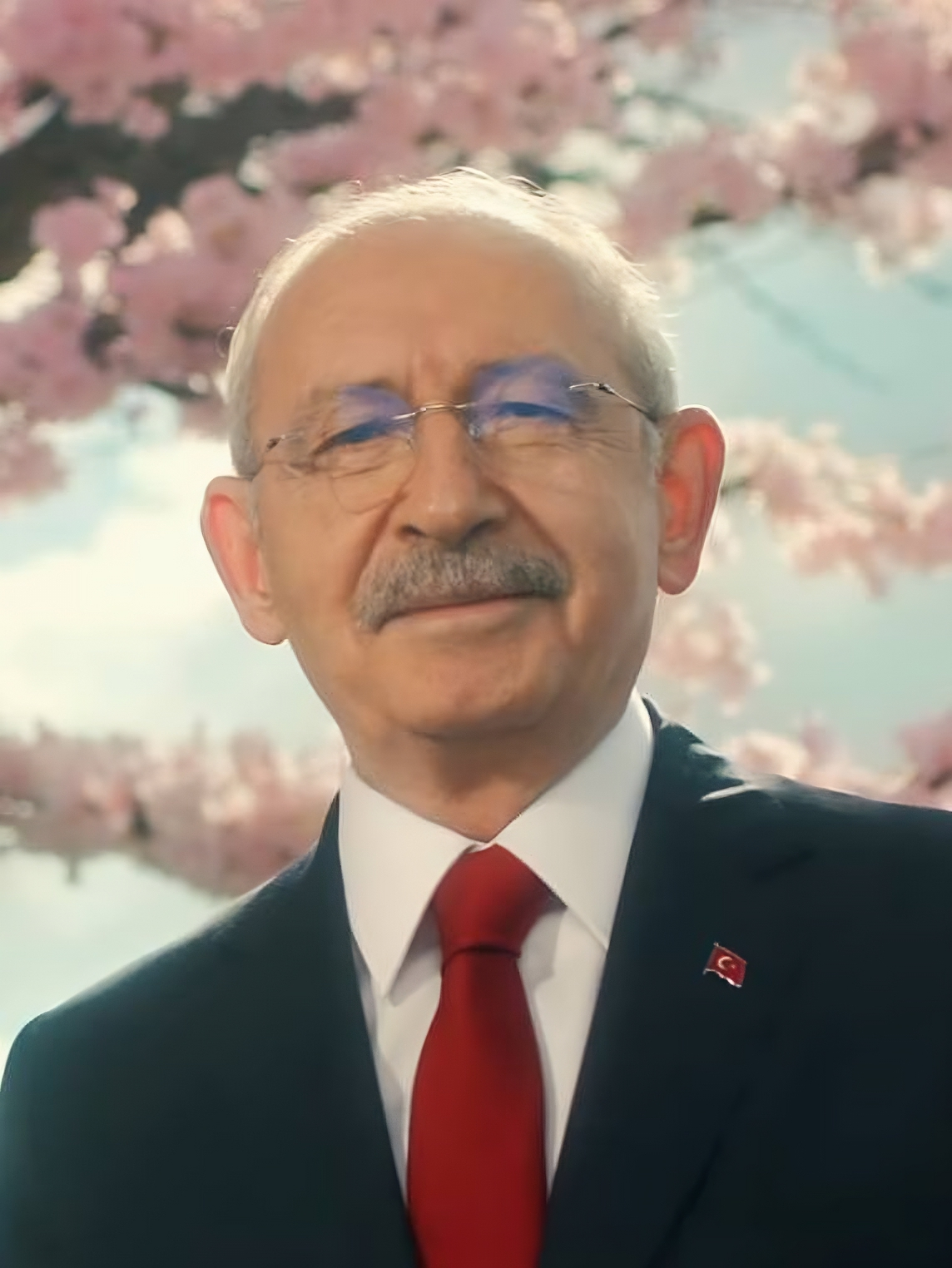
Kemal Kılıçdaroğlu dans un clip de campagne (2023).

À 74 ans, Kemal Kılıçdaroğlu est le candidat de l'Alliance de la nation (MİLLET) à l'élection présidentielle de 2023. Également appelée « Table des six », cette coalition rassemble des formations classées de la gauche à l'extrême droite. Kılıçdaroğlu est désigné alors que circulaient pour représenter l'opposition les noms du maire d'Istanbul, Ekrem İmamoğlu, et du maire d'Ankara, Mansur Yavaş, réputés moins consensuels mais plus populaires.
Le candidat Kılıçdaroğlu appelle à un changement de Constitution, en particulier à un retour au régime parlementaire, et défend la laïcité héritée du kémalisme. Tirant parti d'une usure du pouvoir d'Erdoğan, homme fort du pays depuis 2003 et candidat à un troisième mandat présidentiel alors que la situation économique du pays est dégradée et que sa gestion de séismes particulièrement meurtriers est controversée, il est donné favori dans beaucoup de sondages, plusieurs instituts le donnant même élu dès le premier tour. Il bénéficie du retrait du centriste Muharrem İnce, principal candidat d'opposition en 2018, ainsi que de l'absence de candidat du parti pro-kurde HDP (20 % des électeurs turcs sont kurdes),,,.
Le 14 mai 2023, dans un contexte de forte participation (87 % des électeurs inscrits), Kemal Kılıçdaroğlu arrive finalement en deuxième position du premier tour, avec un score de 44,9 % des suffrages exprimés. Contraire à la plupart des pronostics, ce résultat est jugé décevant pour Kılıçdaroğlu : le président sortant manque de peu d'être une nouvelle fois réélu au premier tour, avec 49,5 % des voix,. En parallèle, la coalition Alliance populaire d'Erdoğan obtient à nouveau la majorité absolue dans le cadre des élections législatives.
Dans l'entre-deux-tours, avec l'espoir de rallier les voix de l'ultranationaliste Sinan Oğan (5,2 %), Kemal Kılıçdaroğlu met l'accent sur la lutte contre l'immigration, dénonçant notamment « cette mentalité qui a introduit 10 millions de sans-papiers » dans le pays. Par ailleurs, il critique le processus de paix engagé avec le Parti des travailleurs du Kurdistan (PKK), alors qu'Erdoğan l'accusait justement d'entretenir des relations avec le PKK afin d'obtenir le soutien du parti pro-kurde HDP. Finalement, Sinan Oğan appelle à voter pour le président sortant.
Au second tour, le 28 mai, Kemal Kılıçdaroğlu obtient 47,8 % des suffrages exprimés contre 52,2 % pour le président sortant. Dans une déclaration au soir du vote, il reconnaît sa défaite et se dit « profondément triste face aux difficultés qui attendent le pays ».

### Perte de la présidence du Parti républicain du peuple
Kemal Kılıçdaroğlu est déchu de sa fonction de président du Parti républicain du peuple en novembre 2023, après treize ans à sa tête. Özgür Özel, considéré comme plus à gauche et réformiste que son prédécesseur, et moins lié aussi à l’establishment politique, l'emporte par 812 voix contre 536 pour le président sortant. Peu connu du grand public mais notamment soutenu par le populaire maire d’Istanbul, Ekrem İmamoğlu, Özgür Özel avait déjà succédé à Kılıçdaroğlu à la tête du groupe parlementaire du CHP en juin 2023.